# 355-й навчальний механізований полк (Україна)
355-й навчальний механізований полк (355 НМП, в/ч А3211) — навчальний полк в структурі 184-го навчального центру НАСВ.

## Командування
- Дяченко Сергій Миколайович[1]

## Втрати
1. 13 березня 2022 - солдат Михайло Гикавчук. Загинув від ракетного удару[2]
2. 13 березня 2022 - солдат Коротенко Валерій Анатолійович. Загинув від ракетного удару в с.Старичі Яворівського району Львівської області[3].
3. 8 лютого 2023 - Андрій Мазлай, молодший сержант. Загинув поблизу села Іванівське на Донеччині. Виконуючи бойове завдання, отримав смертельну вибухову травму[4].